# Mrk 776
Mrk 776 ist eine Seyfert-1-Galaxie mit ungewöhnlichen Absorptionslinien im Sternbild Haar der Berenike. Sie ist schätzungsweise 347 Millionen Lichtjahre von der Milchstraße entfernt.

Die erste Beschreibung des Objekts als nebliges Objekt erfolgte durch Max Wolf auf einer am 23. März 1903 belichteten Fotoplatte.